# سوگلی (فیلم ۱۹۸۹)
سوگلی (انگلیسی: The Favorite) یک فیلم درام آمریکایی-سوئیسی به کارگردانی جک اسمایت است که در سال ۱۹۸۹ منتشر شد.

## بازیگران
- اف. موری آبراهام در نقش عبدالحمید یکم
- مائود آدامز در نقش سینه‌پرور سلطان
- فرانچسکو کوئین در نقش محمود دوم
- آندریا پاریزی در نقش مهرشاه سلطان (همسر مصطفی سوم)
- جیمز مایکل گرگاری در نقش سلیم سوم
- گلن اسکارپلی در نقش مصطفی چهارم
- دیل دای